# 私立东北中正大学
私立东北中正大学是1946年至1947年东北保安司令长官杜聿明创建的大学。校部位于沈阳和平区扬武街一段六十三号。

## 历史
東北中正大學最初欲定名為「光亭大學」于衡. .，後來方以「東北中正大學」為名。該校於1946年5月在沈阳成立。1946年8月1日开学。先办先修班，招收投考大学的学生1184名，為学制二年的高中教育。1947年暑期以后，中正大学正式招考大学一年级学生共225名。学校共有教员97人，职员86人，合计183人。其经费来源为东北保安司令长官部的军费中拨专款支付。1948年5月学校迁到北平，代校长余协忠。在针对北平市参议会议长許惠東等人頒布的《救济东北来平学生紧急办法》的抗议示威中，北平当局开枪弹压制造了北平七五事件。随后在發生抗议鎮壓的“七九”大游行后，当局开始追查操纵北平“七九”大游行的“学匪”，严厉镇压学生运动。中国国民党青年部部长、行政院教育部长陈雪屏奉密令成立了“清匪除奸委员会”，制造“八·一九”事件（又称“八·一九”大迫害、“八·一九”大逮捕），传讯拘捕250多名东北流亡学生，送往反共戡乱特别刑事法庭“法办”。东北大学发起“一人入狱，万人坐牢”运动，中正大学学术响应“非用集体力量来击退迫害不可”。北平地下党组织也开始大规模转移学生经天津转入泊头的华北局城工部所在的解放区。北平和平解放后，1949年2月15日，中国人民解放军北平市军事管制委员会文化接管委员会宣布在北平的东北各院校一律返回东北解放区，正式接管含中正大学的十所东北院校。在校学生并入其他大学，私立东北中正大学停办。

## 學校组织架构
- 名誉董事长熊式辉（东北行辕主任）
- 董事长杜聿明（东北保安司令长官）
- 董事为东北九省的省主席：辽宁省主席徐箴、辽北省主席刘翰东、安东省主席高惜冰、吉林省主席鄭道儒、松江省主席关吉玉、合江省主席吴瀚涛、黑龙江省主席韩俊杰、 嫩江省主席彭濟群、 兴安省主席吳煥章、沈阳市长董文琦及东北人士臧启芳、王家祯、马毅等。
- 校长张忠绂
- 教务长焦实斋（原河北大学教务长、东北保安司令长官部总顾问）
- 训导长王书林（原中央大学教授）
- 文学院院长余协忠（历史学家，余英時之父，时任杜聿明的秘书长）
  - 中文系
  - 外文系
  - 史地系
  - 哲学系
- 工学院院长王华棠（水利工程专家）
  - 土木工程系
  - 机械工程系
  - 电机工程系
- 法学院院长王铁崖（国际法學者）
  - 政治系
  - 经济系
  - 法学系
- 农学院院长賈成章（林学家）
  - 农学系
  - 林学系
  - 畜牧系